# 大野潤子
大野 潤子（おおの じゅんこ、1964年11月3日 - ）は、日本の漫画家。女性。神奈川県出身。神奈川県鎌倉市在住。血液型はA型。
1985年、『別冊少女コミック』（小学館）に掲載された「11月は春の国へ」でデビュー。以後、主に『ベツコミ』『デラックスベツコミ』を中心に活躍。代表作は「空の風景」。『凛花』（小学館）誌上において「トウカ草子」「鎌倉逢魔が刻」を連載していた。
連載作品の多くが1話読み切りのストーリーであることが特徴。1999年、子宮体ガンであることがわかり全摘手術を受ける。2004年に再発するが、治療を続けながら執筆を続けた。

## 作品リスト
- オーノのハーブ・タイム
  1. きみたちは緑の胃ぐすり（短編集）
  2. 花粉同盟（短編集）
  3. しずくの風景 -GLOVES-
  4. しずくの風景 -SPIELUHRER-
  5. にぼしのBARRIER（短編集）
  6. カレーうどんツリー（短編集）
  7. 隣はA - 国人（短編集）
  8. モチつけば菊の花束（短編集）
  9. 白花幻燈（短編集）
  10. キンピラの平方根（短編集）
  11. スッポンの夢を見る（短編集）
- オーノのティータイム
  1. クラゲも流るる
  2. プリズムの声
  3. カニパンの手紙
  4. 向こう岸からやって来た
- 空の風景（『しずくの風景』の続編）（1992年 - 1996年、別コミ、デラックス別コミ、小学館）単行本全5巻
- 4丁目の植物誌 （1993年 - 1995年、プチコミック、小学館）- 単行本全2巻
- ボタモチを探して - 単行本全3巻
- ハハウエと私
- S・C・ポチ （1999年 - 2002年、デラックスベツコミ）- 単行本全4巻
- 2番目のお願いは? （2002年 - 2009年、プチコミック、プチコミック増刊）- 単行本全4巻
- 闇のパティシエ (2003年 - 2007年、デラックスベツコミ）- 単行本全2巻
- トウカ草子 （2009年 - 2012年、凛花→増刊フラワーズ、小学館）- 単行本全4巻
- 鎌倉逢魔が刻（増刊フラワーズ）